# Ahmet Zeki Soydemir

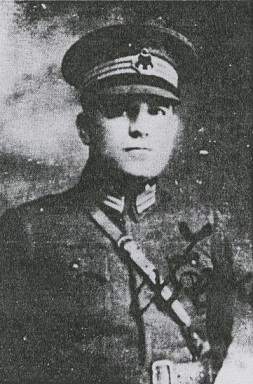
Ahmet Zeki (Soydemir)

Ahmet Zeki Soydemir (* 1883 in Selânik Osmanisches Reich; † 4. September 1954 in Istanbul) war ein osmanischer und türkischer Militär.
1905 absolvierte er die Kriegsschule und 1908 die Kriegsakademie. Soydemir befehligte in der Schlacht am Sakarya als Yarbay (Oberstleutnant) die 6. Division. In der entscheidenden Schlacht von Dumlupınar war er Kommandant der 2. Infanteriedivision. Dabei wurde er zum Albay (Oberst) befördert. Nach dem Türkischen Befreiungskrieg 1924 wurde Soydemir zum Generalkommandeur der Jandarma ernannt. 1927 wurde er zum Tümgeneral (Generalmajor) befördert.
Zwischen den Jahren 1935 und 1946 sowie zwischen 1946 und 1950 war Soydemir Abgeordneter der Großen Nationalversammlung der Türkei aus der Provinz Çankırı.
1988 wurden seine sterblichen Überreste auf den Türkischen Staatsfriedhof in Ankara  überführt.

## Kriegsbeteiligungen
- Balkankriege
- Erster Weltkrieg
- Türkischer Befreiungskrieg